# Gemeinschaftsklinikum Mittelrhein

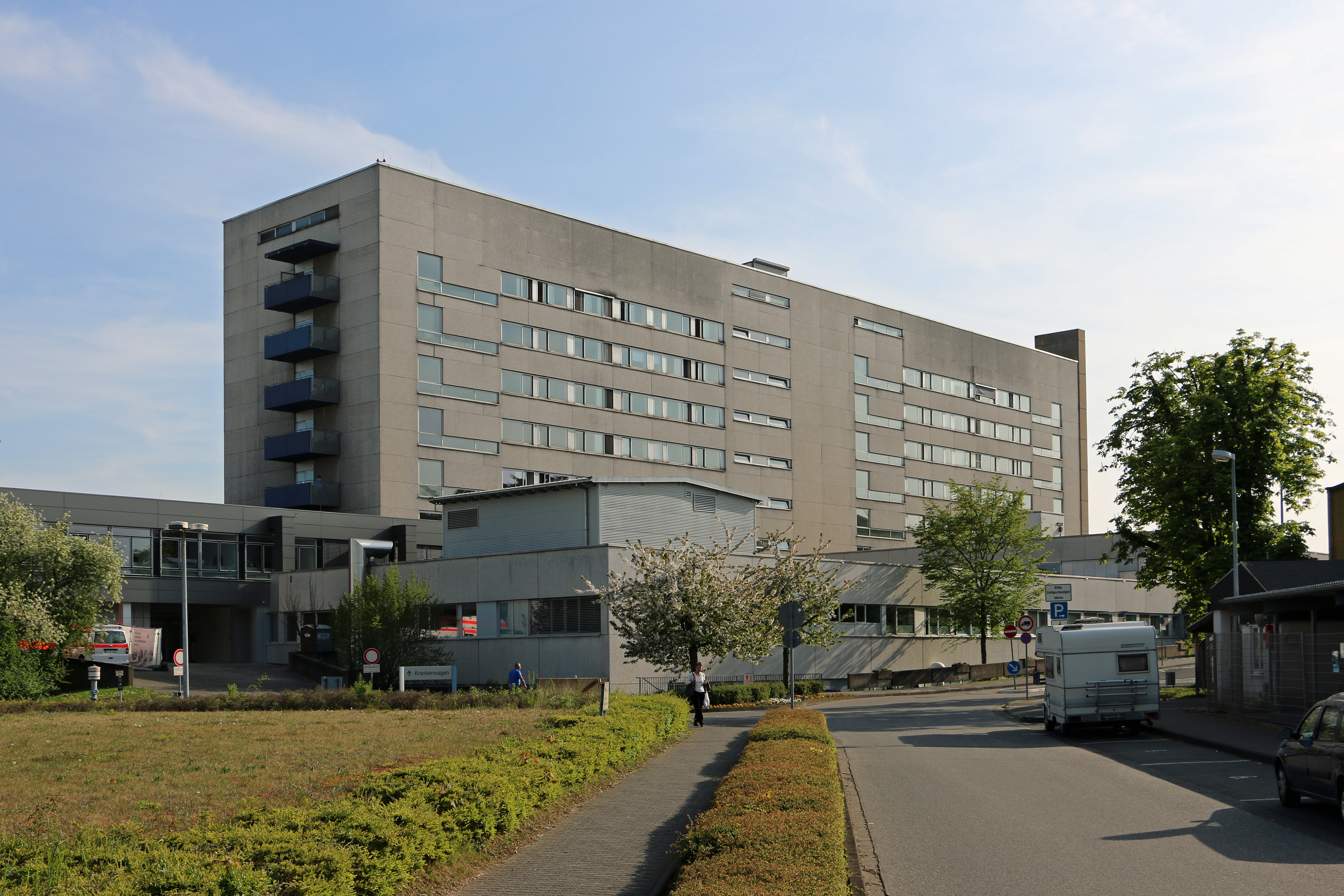
Gebäude des Kemperhofs, dem größten Krankenhaus im Klinikverbund

Das Gemeinschaftsklinikum Mittelrhein ist ein Zusammenschluss von fünf Krankenhäusern zu einem Klinikverbund und hat seinen Sitz in Koblenz. Es hat zwei Standorte in Koblenz, einen in Boppard, einen in Mayen und einen in Nastätten. Insgesamt verfügt es über 1300 Betten und beschäftigt rund 4300 Mitarbeiter. Jährlich werden mehr als 52.100 stationäre Patienten (inkl. teilstationäre) sowie rund 116.100 ambulante Patienten (inkl. ambulante OP) versorgt. Hervor ging die Gesellschaft 2014 aus der Fusion des Gemeinschaftsklinikums Koblenz-Mayen mit dem Stiftungsklinikum Mittelrhein.
Das Gemeinschaftsklinikum ist akademisches Lehrkrankenhaus der Universitätsmedizin der Johannes Gutenberg-Universität Mainz und wird als Krankenhaus der Maximalversorgung eingestuft.

## Träger und Gesellschafter
Träger der Krankenhäuser ist seit 2014 die Gemeinschaftsklinikum Mittelrhein gGmbH. Sie ist Mitglied im Diakonischen Werk in Hessen und Nassau, im Diakonischen Werk im Rheinland sowie in der Krankenhausgesellschaft Rheinland-Pfalz.
Das Gemeinschaftsklinikum Mittelrhein hat sechs Gesellschafter. Die Stadt Koblenz und der Kreis Mayen-Koblenz sind die zwei kommunalen Gesellschafter des Klinikverbunds, die zu jeweils 25 % beteiligt sind, die Stiftung Ev. Stift St. Martin Koblenz ist zu 28,57 %, und die Stiftungen Hospital zum Hl. Geist Boppard, Seniorenhaus zum Hl. Geist Boppard und die Diakoniegemeinschaft Paulinenstift Wiesbaden sind zu jeweils 7,14 % beteiligt. In der Sitzverteilung der Konzerngremien entfallen also jeweils 50 % auf die kommunalen Träger sowie 50 % auf die Stiftungen. Diese Konstellation aus kommunalen und kirchlichen Trägern galt zum Fusionszeitpunkt als deutschlandweit einmalig in der Krankenhauslandschaft.

## Geschichte

### Vorgängerorganisationen
Zum 1. Januar 2003 gründeten die drei zuvor eigenständigen Krankenhäuser Evangelisches Stift St. Martin in Koblenz, Hospital zum heiligen Geist in Boppard und Paulinenstift in Nastätten die Gesellschaft für Sozialmanagement gGmbH. Gesellschafter sind die Stiftung Evang. Stift St. Martin mit 4 von 7 Anteilen, die Stiftung Hospital zum Hl. Geist und die Stiftung Seniorenhaus zum Hl. Geist sowie die Diakoniegemeinschaft Paulinenstift in Wiesbaden mit je 1 von 7 Anteilen. Im Laufe des Jahres 2003 wurden Vertragsanpassungen nötig. Die Gesellschaft für Sozialmanagement gGmbH und die Koblenzer und Nastätter Betreibergesellschaften wurden verschmolzen und der neue Firmenname lautet Stiftungsklinikum Mittelrhein gGmbH. Die Bopparder Betreibergesellschaft „Gesundheitszentrum zum Hl. Geist gGmbH“ konnte nicht verschmolzen werden und wurde zu 100 % eine Tochter des Stiftungsklinikums.
Das Gemeinschaftsklinikum Koblenz-Mayen ist 2005 aus dem Zusammenschluss des Kemperhofs mit dem Krankenhaus St. Elisabeth in Mayen entstanden.

### Gründung des Gemeinschaftsklinikums Mittelrhein
Das Gemeinschaftsklinikum Mittelrhein wurde im August 2014 rückwirkend zum 1. Januar 2014 gegründet. Es entstand aus der Fusion von dem Gemeinschaftsklinikum Koblenz-Mayen und dem Stiftungsklinikum Mittelrhein. Seitdem gibt es Planungen die Krankenhäuser Kemperhof und Evangelisches Stift St. Martin auch örtlich zusammenzulegen, wofür ein Neubau am Standort des Kemperhofs angedacht ist. Im Jahr 2021 wurden die Kosten für den Neubau auf 150 bis 200 Millionen Euro geschätzt.
Im März 2020 wurde das Gemeinschaftsklinikum Mittelrhein eines von 5 Schwerpunktkliniken in der Corona-Pandemie.
Im Frühjahr 2020 wurde bekannt, dass das Gemeinschaftsklinikum in finanzielle Schieflage geraten war. Die Gesellschafter stellten kurzfristig 8,2 Millionen Euro zur Unterstützung des Klinikverbands bereit.
Außerdem wurde die Sana Kliniken AG im März 2020 als Geschäftsführer eingesetzt. Laut Zahlen der Geschäftsführung des Klinikverbands habe das Unternehmen in den Jahren 2019 und 2020 ein Defizit von rund 40 Millionen Euro erwirtschaftet. Aus diesem Grund wurden Gespräche mit potentiellen Gesellschaftern geführt. Im Juli 2022 stimmten der Kreistag des Landkreises Mayen-Koblenz und der Koblenzer Stadtrat für Verhandlungen mit den Sana Kliniken mit dem Ziel, dass diese Mehrheitsgesellschafter des Gemeinschaftsklinikums Mittelrhein wird.
Im Februar 2024 scheiterten die Verhandlungen zwischen der Stadt Koblenz, dem Landkreis Mayen-Koblenz und der Sana Kliniken AG über die Übernahme des Gemeinschaftsklinikums Mittelrhein. Der Hauptstreitpunkt war die Übernahme der Betriebsrenten der Beschäftigten, deren Sicherung sich im dreistelligen Millionenbereich bewegt. Stadt und Landkreis forderten, dass Sana diese Verpflichtungen übernimmt, während Sana darauf bestand, dass die bisherigen Gesellschafter für die Betriebsrenten verantwortlich bleiben. Aufgrund dieser Uneinigkeit fand sich kein Kompromiss gefunden, und die Verhandlungen wurden abgebrochen. Als Folge unterstützten die Stadt Koblenz und der Landkreis Mayen-Koblenz das Gemeinschaftsklinikum mit einem Darlehen von 10 Millionen Euro sowie einer Bürgschaft in Höhe von 50 Millionen Euro, um den Klinikbetrieb vorerst zu sichern.
Im November 2024 leisteten die Stadt Koblenz sowie der Landkreis Mayen-Koblenz eine Zahlung in Höhe von 10 Millionen Euro zur Sicherung des Klinikbetriebs. Ende 2024 wurden für die Kliniken in Nastätten und Boppard Betrauungsvereinbarungen mit den jeweiligen Landkreisen geschlossen. Der Paulinenstift in Nastätten wird betrieben, solange er für die Grundversorgung des Rhein-Lahn-Kreises als unverzichtbar gilt; das entstehende Defizit wird vom Landkreis getragen. Die Klinik in Boppard ist im Gegensatz zu der in Nastätten nicht als unverzichtbar ausgewiesen. Sie wird nur weiterbetrieben, solange der zuständige Landkreis das Defizit übernimmt.
Ebenfalls Ende 2024 gewährte ein Konsortium mehrerer Sparkassen einen Kredit über 50 Millionen Euro. Dieser soll den Klinikbetrieb vorerst sichern und gleichzeitig die geplante Ein-Standort-Lösung der beiden Koblenzer Kliniken Evangelisches Stift und Kemperhof auf dem Gelände des heutigen Kemperhofs vorantreiben.

## Klinikverbund
Zu dem Klinikverbund gehören die folgenden fünf Krankenhäuser:
- Kemperhof in Koblenz
- Evangelisches Stift St. Martin in Koblenz
- Hospital zum Heiligen Geist in Boppard
- Krankenhaus St. Elisabeth in Mayen
- Paulinenstift in Nastätten

## Tochtergesellschaften
Durch die Medizinisches Versorgungszentrum (MVZ) Mittelrhein gGmbH wird in verschiedenen Praxen ambulante Versorgung betrieben.
Über die Seniocura GmbH betreibt der Konzern Senioreneinrichtungen an den Standorten Boppard, Koblenz und Nastätten. Hierzu gehören neben drei Seniorenwohnanlagen auch Einrichtungen der Kurzzeitpflege und des betreuten Wohnens sowie ein mobiler Pflegedienst.
Die Rehafit gGmbH betreibt eine Praxis für Physiotherapie und Ergotherapie sowie ein ambulantes Rehazentrum.
Daneben existieren noch zwei Servicegesellschaften.